# Cessna 340
Cessna 340 — легкий двомоторний літак.
Розроблений компанією Cessna. Робота по створенню літака почалася в 1969 році і перший літак був представлений в 1971 році. З 1971 р. почався серійний випуск.
Моноплан нормальної аеродинамічної схеми з п'ятимістною кабіною.

## Льотно-технічні характеристики
Екіпаж: 1
Пасажиромісткість: 5
Довжина: 10.46 м
Розмах крил: 11.62 м
Вага (порожній) 1,780 кг
Максимальна злітна вага: 2,719 кг
Силова установка: 2× ПД Continental TSIO-520-NB, 6 - циліндровий, потужність 310 к.с.кожен.
Максимальна швидкість: 452 км/год
Дальність (економічна): 2,603 км
Практична стеля: 9,085 м
Швидкопідйомність: 8.38 м/с.